# Morti nel 2013/Luglio
| Questa pagina contiene informazioni ricavate automaticamente dalle voci biografiche con l'ausilio del template Bio e di un bot. L'aggiornamento è periodico e automatico e ricostruisce completamente la pagina. Se manca una persona in questa lista, sei pregato di non aggiungerla, ma accertati piuttosto che la sua voce biografica contenga il template Bio e che i dati anagrafici siano correttamente compilati. Se il template Bio manca, inseriscilo tu stesso o, in alternativa, metti l'avviso {{tmp\|Bio}} che ne segnala la mancanza. Se i dati riportati sono sbagliati, correggi direttamente la voce biografica; le modifiche saranno visibili in questa lista entro pochi giorni. Per chiarimenti vedi il progetto biografie. La lista contiene solo le 167 persone che sono citate nell'enciclopedia e per le quali è stato implementato correttamente il template Bio. Pagina aggiornata al 2 ago 2025. |

- 1º luglio - Bent Schmidt Hansen, calciatore danese (n. 1946)
- 1º luglio - René Sparenberg, hockeista su prato olandese (n. 1918)
- 1º luglio - Fumio Takechi, giocatore di baseball giapponese (n. 1926)
- 1º luglio - Tony Vilas, attore argentino (n. 1944)
- 1º luglio - Ján Zlocha, calciatore cecoslovacco (n. 1942)
- 2 luglio - Claude Arabo, schermidore francese (n. 1937)
- 2 luglio - Leonardo Caprioli, medico italiano (n. 1920)
- 2 luglio - Douglas Engelbart, inventore e ingegnere statunitense (n. 1925)
- 2 luglio - Fawzia d'Egitto, regina egiziana (n. 1921)
- 2 luglio - Nilo Floody, pentatleta cileno (n. 1921)
- 2 luglio - Carlo Furlanis, calciatore italiano (n. 1939)
- 3 luglio - Frank Morriss, montatore statunitense (n. 1927)
- 3 luglio - Maria Pasquinelli, attivista italiana (n. 1913)
- 3 luglio - Radu Vasile, politico, storico e poeta rumeno (n. 1942)
- 4 luglio - Islam Bibi, poliziotta afghana (n. 1974)
- 4 luglio - Emilio Bonatti, antifascista e partigiano italiano (n. 1916)
- 4 luglio - Jack Crompton, allenatore di calcio e calciatore inglese (n. 1921)
- 5 luglio - Robert Lipka, statunitense (n. 1946)
- 5 luglio - Armando Rubio, cestista e allenatore di pallacanestro ecuadoriano
- 5 luglio - Otto Schoch, avvocato e politico svizzero (n. 1934)
- 6 luglio - Robert Linderholm, astronomo statunitense (n. 1933)
- 6 luglio - Leland Mitchell, cestista statunitense (n. 1941)
- 6 luglio - Rinaldo Santini, politico italiano (n. 1914)
- 7 luglio - Joe Conley, attore statunitense (n. 1928)
- 7 luglio - Massimo Impieri, poliziotto italiano (n. 1979)
- 7 luglio - François Xavier Nguyễn Quang Sách, vescovo cattolico vietnamita (n. 1925)
- 7 luglio - Anna Wing, attrice britannica (n. 1914)
- 8 luglio - Rossana Bossaglia, storica dell'arte e critica d'arte italiana (n. 1925)
- 8 luglio - David Hickson, allenatore di calcio e calciatore inglese (n. 1929)
- 8 luglio - Jacques Chaumelle, paroliere, sceneggiatore e attore francese (n. 1931)
- 8 luglio - Nadežda Vasil'evna Popova, militare sovietica (n. 1921)
- 8 luglio - Claudiney Ramos, calciatore brasiliano (n. 1980)
- 8 luglio - Giancarlo Sangregorio, scultore italiano (n. 1925)
- 8 luglio - Sabawi Ibrahim al-Tikriti, agente segreto iracheno (n. 1947)
- 9 luglio - Achmednabi Achmednabiev, giornalista russo (n. 1958)
- 9 luglio - Markus Büchel, politico liechtensteinese (n. 1959)
- 9 luglio - Michele Cataudella, filologo e critico letterario italiano (n. 1923)
- 9 luglio - Francesco Froio, politico italiano (n. 1934)
- 9 luglio - Elisabeth Maxwald, sciatrice austriaca (n. 1967)
- 9 luglio - Milena Milani, scrittrice, giornalista e artista italiana (n. 1917)
- 9 luglio - Diego Napolitani, psichiatra e psicanalista italiano (n. 1927)
- 9 luglio - Andrea Ofilada Veneracion, direttrice di coro, pianista e soprano filippina (n. 1928)
- 9 luglio - Masao Yoshida, ingegnere giapponese (n. 1955)
- 10 luglio - Józef Gara, poeta polacco (n. 1929)
- 10 luglio - Ana Emilia Lahitte, poetessa, scrittrice e giornalista argentina (n. 1921)
- 10 luglio - İbrahim Zengin, lottatore turco (n. 1931)
- 11 luglio - Leonardo Ferrel, calciatore boliviano (n. 1923)
- 11 luglio - Giuseppe Lorenzetti, calciatore italiano (n. 1948)
- 11 luglio - Alessandro Spina, scrittore siriano (n. 1927)
- 11 luglio - Carmine Tavano, politico italiano (n. 1926)
- 12 luglio - Valter Binaghi, scrittore italiano (n. 1957)
- 12 luglio - Amar G. Bose, ingegnere, imprenditore e docente statunitense (n. 1929)
- 12 luglio - Pran, attore indiano (n. 1920)
- 12 luglio - Luis Ernesto Leal, calciatore cileno (n. 1929)
- 12 luglio - Elaine Morgan, scrittrice e divulgatrice scientifica britannica (n. 1920)
- 13 luglio - Cory Monteith, attore e cantante canadese (n. 1982)
- 14 luglio - Tonino Accolla, doppiatore, direttore del doppiaggio e dialoghista italiano (n. 1949)
- 14 luglio - Dennis Burkley, attore e doppiatore statunitense (n. 1945)
- 14 luglio - Marisa Colomber, cantante e attrice italiana (n. 1928)
- 14 luglio - Simmie Hill, cestista statunitense (n. 1946)
- 15 luglio - Edmondo Ferrero, politico italiano (n. 1924)
- 15 luglio - Renè Mantegna, percussionista italiano (n. 1951)
- 15 luglio - Terje Mørkved, calciatore norvegese (n. 1949)
- 15 luglio - Ben Ormenese, pittore e scultore italiano (n. 1930)
- 15 luglio - Andrej Razumovskij, regista sovietico (n. 1948)
- 16 luglio - Nobuyuki Aihara, ginnasta giapponese (n. 1934)
- 16 luglio - Todd Bennett, velocista britannico (n. 1962)
- 16 luglio - Alex Colville, pittore canadese (n. 1920)
- 16 luglio - Torbjørn Falkanger, saltatore con gli sci norvegese (n. 1927)
- 16 luglio - Carlotta Nobile, storica dell'arte, violinista e scrittrice italiana (n. 1988)
- 17 luglio - Henri Alleg, giornalista francese (n. 1921)
- 17 luglio - Vincenzo Cerami, scrittore, giornalista e sceneggiatore italiano (n. 1940)
- 17 luglio - Jack-Alain Léger, scrittore, traduttore e musicista francese (n. 1947)
- 17 luglio - Giancarlo Rossi, politico italiano (n. 1925)
- 17 luglio - Domenico Tudisco, scultore italiano (n. 1919)
- 17 luglio - Luis Ubiña, calciatore uruguaiano (n. 1940)
- 17 luglio - David White, allenatore di calcio e calciatore scozzese (n. 1933)
- 18 luglio - Carline Ray, musicista e cantante statunitense (n. 1925)
- 18 luglio - Ronaldo Schwantes, schermidore brasiliano (n. 1948)
- 19 luglio - Vincenzo Bombardieri, politico italiano (n. 1926)
- 19 luglio - Vincenzo Di Benedetto, filologo classico e grecista italiano (n. 1934)
- 19 luglio - Leylâ Erbil, scrittrice turca (n. 1931)
- 19 luglio - Ulla Mitzdorf, chimica, fisiologa e psichiatra tedesca (n. 1944)
- 19 luglio - Simon Ignatius Pimenta, cardinale e arcivescovo cattolico indiano (n. 1920)
- 19 luglio - Mel Smith, comico, regista e produttore cinematografico britannico (n. 1952)
- 19 luglio - Bert Trautmann, allenatore di calcio e calciatore tedesco (n. 1923)
- 19 luglio - Phil Woosnam, dirigente sportivo, allenatore di calcio e calciatore gallese (n. 1932)
- 20 luglio - Giuseppe Baiocchi, giornalista italiano (n. 1950)
- 20 luglio - Korvotney Barber, cestista statunitense (n. 1987)
- 20 luglio - John Casablancas, imprenditore e dirigente d'azienda statunitense (n. 1942)
- 20 luglio - Ronnie Cutrone, artista statunitense (n. 1948)
- 20 luglio - Franco De Gemini, musicista, produttore discografico e compositore italiano (n. 1928)
- 20 luglio - Pierre Fabre, farmacista e imprenditore francese (n. 1926)
- 20 luglio - André Grobéty, calciatore svizzero (n. 1933)
- 20 luglio - Helen Thomas, giornalista, opinionista e scrittrice statunitense (n. 1920)
- 20 luglio - Giorgio Zani, generale, fotografo e dirigente pubblico sammarinese (n. 1918)
- 21 luglio - Andrea Antonelli, pilota motociclistico italiano (n. 1988)
- 21 luglio - Det de Beus, hockeista su prato olandese (n. 1958)
- 21 luglio - Camillo Capolongo, pittore e scultore italiano (n. 1940)
- 21 luglio - José Cetale, calciatore brasiliano (n. 1939)
- 21 luglio - Giuliano Giorgi, calciatore italiano (n. 1961)
- 21 luglio - Alfred Läpple, presbitero, teologo e insegnante tedesco (n. 1915)
- 21 luglio - Ugo Riccarelli, scrittore italiano (n. 1954)
- 21 luglio - Lawrence Richardson Jr., storico statunitense (n. 1920)
- 21 luglio - Rodney Wallace, giocatore di football americano statunitense (n. 1940)
- 21 luglio - Denys de La Patellière, regista e sceneggiatore francese (n. 1921)
- 22 luglio - Miriam Acevedo, attrice cubana (n. 1928)
- 22 luglio - Attilio Carminati, scrittore italiano (n. 1922)
- 22 luglio - Dennis Farina, attore statunitense (n. 1944)
- 22 luglio - Lafif Lakhdar, giornalista tunisino (n. 1934)
- 22 luglio - Miguel Lasso, calciatore e giocatore di calcio a 5 panamense (n. 1985)
- 22 luglio - Ali Maow Maalin, attivista somalo (n. 1954)
- 22 luglio - Lawrie Reilly, calciatore scozzese (n. 1928)
- 22 luglio - Chandrika Prasad Srivastava, diplomatico indiano (n. 1920)
- 23 luglio - Gino Bocchino, batterista italiano (n. 1928)
- 23 luglio - Djalma Santos, calciatore brasiliano (n. 1929)
- 23 luglio - Dominguinhos, musicista, cantante e compositore brasiliano (n. 1941)
- 23 luglio - Emile Griffith, pugile statunitense (n. 1938)
- 23 luglio - Fernando Grillo, contrabbassista e compositore italiano (n. 1945)
- 23 luglio - Pino Massara, musicista, compositore e produttore discografico italiano (n. 1931)
- 23 luglio - Luis Mendez, calciatore beliziano (n. 1990)
- 23 luglio - Moisés Navedo, cestista portoricano (n. 1933)
- 23 luglio - Carsten Schloter, dirigente d'azienda tedesco (n. 1963)
- 23 luglio - Arturo Yamasaki, arbitro di calcio peruviano (n. 1929)
- 24 luglio - Rino Crivelli, pittore, scultore e scrittore italiano (n. 1924)
- 24 luglio - Arne Eriksen, calciatore norvegese (n. 1918)
- 24 luglio - Virginia E. Johnson, sessuologa statunitense (n. 1925)
- 24 luglio - Nikos Mamangakis, compositore greco (n. 1929)
- 24 luglio - Livio Roncoli, calciatore e allenatore di calcio italiano (n. 1931)
- 25 luglio - Bob Acri, pianista statunitense (n. 1918)
- 25 luglio - Mohamed Brahmi, politico tunisino (n. 1955)
- 25 luglio - Walter De Maria, scultore statunitense (n. 1935)
- 25 luglio - Ricardo De Rienzo, calciatore argentino (n. 1948)
- 25 luglio - Hugh Huxley, biologo inglese (n. 1924)
- 25 luglio - Bernadette Lafont, attrice e ballerina francese (n. 1938)
- 25 luglio - Juan David Ochoa Vásquez, criminale colombiano (n. 1946)
- 25 luglio - Kongar-ol Ondar, cantante e politico russo (n. 1962)
- 25 luglio - Mike Shipley, produttore discografico australiano (n. 1956)
- 26 luglio - George Alhassan, calciatore ghanese (n. 1941)
- 26 luglio - J.J. Cale, cantautore e chitarrista statunitense (n. 1938)
- 26 luglio - Carlo Ferdinando Russo, grecista e filologo classico italiano (n. 1922)
- 26 luglio - Sung Jae-gi, attivista e filosofo sudcoreano (n. 1967)
- 26 luglio - Eva-Maria Voigt, filologa classica tedesca (n. 1921)
- 27 luglio - Lindy Boggs, politica e diplomatica statunitense (n. 1916)
- 27 luglio - Giorgio De Sabbata, partigiano e politico italiano (n. 1925)
- 27 luglio - Aldo Fontana, calciatore italiano (n. 1935)
- 27 luglio - Suzanne Krull, attrice statunitense (n. 1966)
- 27 luglio - Michel Lemoine, attore e regista francese (n. 1922)
- 27 luglio - Santiago Santamaría, calciatore argentino (n. 1952)
- 27 luglio - Lilia Silvi, attrice italiana (n. 1921)
- 28 luglio - Pedro Aicart, calciatore peruviano (n. 1952)
- 28 luglio - Eileen Brennan, attrice statunitense (n. 1932)
- 28 luglio - Silvio Loffredo, pittore italiano (n. 1920)
- 28 luglio - Leena Luostarinen, pittrice finlandese (n. 1949)
- 28 luglio - Cleto Maule, ciclista su strada italiano (n. 1931)
- 28 luglio - Gianfranco Palmery, poeta, saggista e traduttore italiano (n. 1940)
- 28 luglio - Rita Reys, cantante olandese (n. 1924)
- 28 luglio - Ersilio Tonini, cardinale e arcivescovo cattolico italiano (n. 1914)
- 29 luglio - Ludwig Averkamp, arcivescovo cattolico tedesco (n. 1927)
- 29 luglio - Christian Benítez, calciatore ecuadoriano (n. 1986)
- 30 luglio - Uwe Bahnsen, ingegnere e progettista tedesco (n. 1930)
- 30 luglio - Giuseppe Basile, storico dell'arte, critico d'arte e saggista italiano (n. 1942)
- 30 luglio - Robert Bellah, sociologo statunitense (n. 1923)
- 30 luglio - Harry F. Byrd Jr., politico e militare statunitense (n. 1914)
- 30 luglio - Antoni Ramallets, calciatore e allenatore di calcio spagnolo (n. 1924)
- 30 luglio - Ossie Schectman, cestista statunitense (n. 1919)
- 31 luglio - Michael Ansara, attore statunitense (n. 1922)